# Franz Wähner
Franz Wähner (* 23. März 1856 in Goldenhöhe, Böhmen; † 4. April 1932 in Prag) war ein österreichischer Geologe und Paläontologe.

## Leben und Werk
Franz Wähner studierte Geologie an der Universität Wien und war von 1882 bis 1885 Assistent am Geologischen Institut der Universität. Danach war er am Naturhistorischen Hofmuseum in Wien, zuletzt als Kustos. 1885 habilitierte er in Wien. 1901 wurde er Professor für Geologie und Mineralogie an der Deutschen Technischen Hochschule in Prag und 1910 als Nachfolger von Gustav Karl Laube ordentlicher Professor für Geologie und Paläontologie an der Deutschen Universität in Prag (Karl-Ferdinands-Universität), deren Rektor er 1920/21 war. 1926 ging er in den Ruhestand.
Sein Arbeitsschwerpunkt waren die nördlichen Kalkalpen. Er schrieb eine Monographie über die Ammoniten der unteren Lias der Ostalpen. Ab 1903 erschien seine Monographie über die Geologie des Sonnwendgebirges in Nordtirol, das er mit eigenen Photographien ausstattete und das auch in den Ostalpen großräumige Überschiebungen nachwies. Er befasste sich auch mit dem Paläozoikum der Umgebung von Prag und der Tektonik und den Längsstörungen im mittelböhmischen Faltengebirge. Er war ein genauer Beobachter, aber auch sehr selbstkritisch, was dazu führte, dass seine Hauptwerke unvollendet blieben.
Er bereiste Persien und berichtete über das Erdbeben von Zagreb (Agram) von 1880.
1899 wurde er zum Mitglied der Deutschen Akademie der Naturforscher Leopoldina gewählt.
Wähner verstarb 1932 in Prag. Im Jahr 1959 wurde er im Familiengrab am Wiener Zentralfriedhof bestattet (Tor 2, Gruppe 17B, Reihe G1, Nr. 2). Das Grabnutzungsrecht war bis 31. Oktober 2015 aufrecht.

Panorama der Nordwände des Sonnwendgebirges von Franz Wähner in 1891

## Schriften

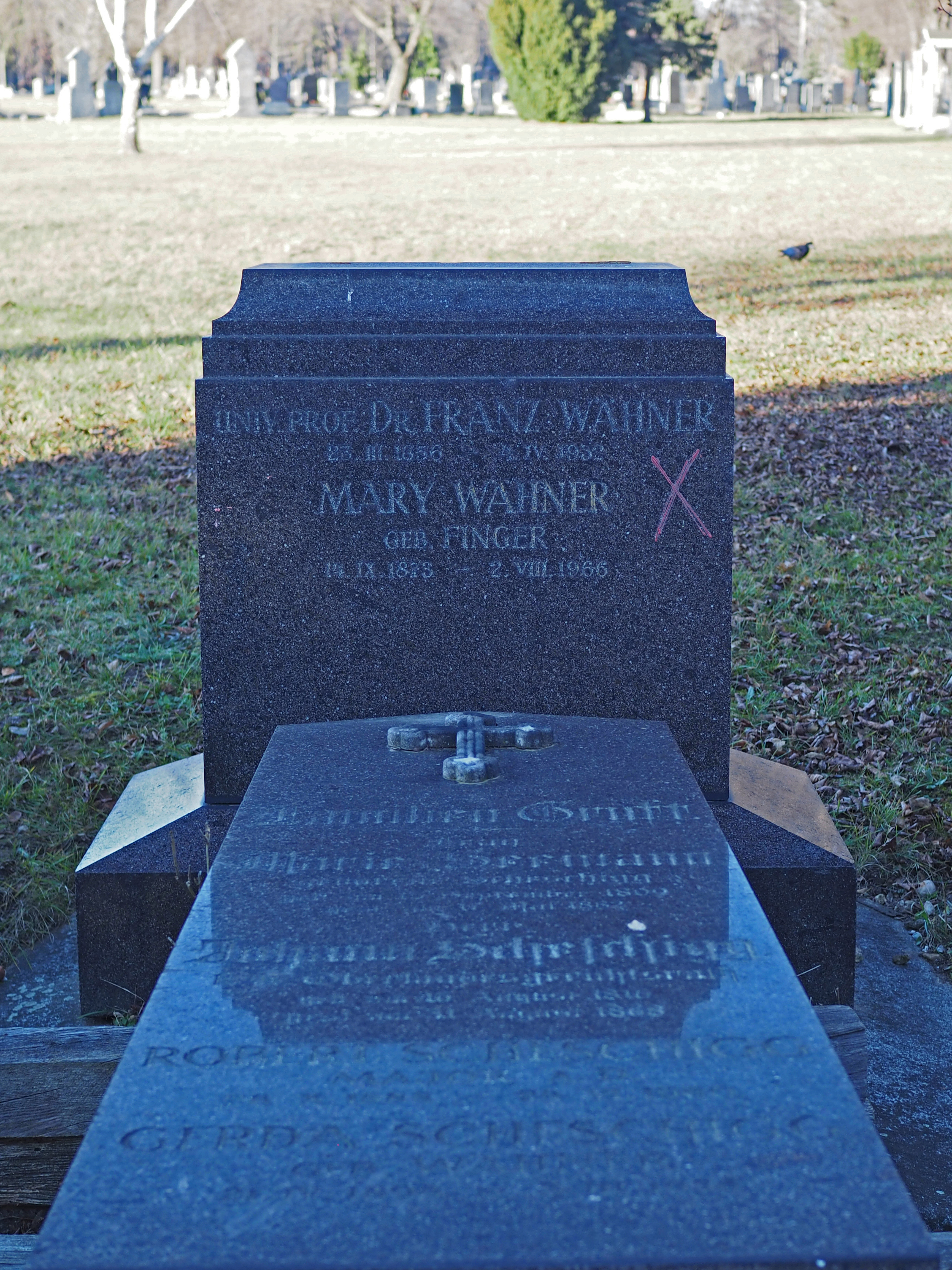
Grab von Franz Wähner am Wiener Zentralfriedhof (Jänner 2020)

- Beiträge zur Kenntnis der tieferen Zonen der unteren Lias in den nordöstlichen Kalkalpen. In: Beiträge zur Paläontologie und Geologie Österreich-Ungarns und des Orients. 8 Teile, 1882 bis 1898 (291 Seiten, 66 Tafeln)
- Zur heteropischen Differenzierung der alpinen Lias. In: Verhandlungen Geolog. Reichsanstalt. Wien 1886
- Aus der Urzeit unserer Kalkalpen In: Zeitschrift des Deutschen und Österreichischen Alpenvereins. Band 22, 1891
- Korallriffe und Tiefseeablagerungen in den Alpen. In: Schriften des Vereins zur Verbreitung naturwissenschaftlicher Kenntnisse Wien. Band 32, 1892, S. 207–252 (zobodat.at [PDF]).
- Geologische Bilder von der Salzach. In: Schriften des Vereins zur Verbreitung naturwissenschaftlicher Kenntnisse Wien. Band 34, 1894, S. 459–531 (zobodat.at [PDF]).
- Das Sonnwendgebirge im Unterinntal. Ein Typus alpinen Gebirgsbaus. Deuticke, Wien 1903
- Zur Beurteilung des Baus des mittelböhmischen Faltengebirges In: Jahrbuch Geolog. Reichsanstalt Wien. Band 66, 1916
- Zur Beurteilung der Längsstörungen im mittelböhmischen Faltengebirge In: Neues Jahrbuch Mineralogie, Geologie, Paläontologie. 1921
- Das Erdbeben von Agram am 9. November 1880 In: Sitzungsberichte Wiener Akad. Wiss. Band 88, 1883